# Baltic Cup 1998
Baltic Cup 1998 – turniej towarzyski Baltic Cup 1998, odbył się w dniach 21 kwietnia - 25 czerwca 1998 roku na Łotwie i w Estonii (w tym kraju organizowane były dwa ostatnie spotkania). W turnieju tradycyjnie wzięły udział trzy zespoły: Łotwy, Litwy i Estonii.

## Mecze
| 21 kwietnia |  | Łotwa | 1 | - | 2 (0-1) | Litwa |

| 25 czerwca |  | Estonia | 0 | - | 2 (0-1) | Łotwa |

| 28 czerwca |  | Estonia | 0 | - | 0 | Litwa |

## Końcowa tabela
| M | Reprezentacja | L.m. | Zw. | Rem. | Por. | Bramki | R.br. | Pkt |
| 1 | Litwa         | 2    | 1   | 1    | 0    | 2:1    | +1    | 4   |
| 2 | Łotwa         | 2    | 1   | 0    | 1    | 3:2    | +1    | 3   |
| 3 | Estonia       | 2    | 0   | 1    | 1    | 0:2    | -2    | 1   |

Triumfatorem turnieju Baltic Cup 1998 został zespół Litwy.